# (371220) Angers
Pour les articles homonymes, voir Angers (homonymie).
(371220) Angers est un astéroïde de la ceinture principale.

## Description
(371220) Angers est un astéroïde de la ceinture principale. Il fut découvert le 22 janvier 2006 à Nogales par Jean-Claude Merlin. Il présente une orbite caractérisée par un demi-grand axe de 2,76 UA, une excentricité de 0,16 et une inclinaison de 8,7° par rapport à l'écliptique.
Il est nommé d'après la ville d'Angers.